# Меленівська сільська рада
Меленівська сільська рада — колишня адміністративно-територіальна одиниця та орган місцевого самоврядування у Малинському, Чоповицькому, Коростенському районах Малинської, Коростенської і Волинської округ, Київської й Житомирської областей Української РСР та України з адміністративним центром у с. Мелені.

## Населені пункти
Сільській раді підпорядковані населені пункти:
- с. Мелені
- с. Винарівка
- с. Граби
- с. Полянка

## Населення
Відповідно до результатів перепису населення СРСР, кількість населення ради, станом на 12 січня 1989 року, становила 1 986 осіб.
Станом на 5 грудня 2001 року, відповідно до перепису населення України, кількість мешканців сільської ради становила 1 388 осіб.

## Склад ради
Рада складається з 16 депутатів та голови.

### Керівний склад сільської ради
| ПІБ                      | Основні відомості                                                         | Дата обрання | Дата звільнення |
| ------------------------ | ------------------------------------------------------------------------- | ------------ | --------------- |
| Крошко Анатолій Петрович | Сільський голова, 1961 року народження, освіта, член народної партії      | 26.03.2006   | 31.10.2010      |
| Крошко Анатолій Петрович | Сільський голова, 1961 року народження, освіта вища, член народної партії | 31.10.2010   |                 |

Примітка: таблиця складена за даними джерела

## Історія
Створена 1923 року в селі Мелені Малинської волості Радомисльського повіту Київської губернії. Станом на 1 жовтня 1941 року в підпорядкуванні значилися села Граби, Довгі Поля та хутір Войнарівка (згодом — Винарівка).
Станом на 1 вересня 1946 року сільська рада входила до складу Чоповицького району Житомирської області, на обліку в раді перебували с. Мелені та хутори Винарівка, Граби та Довгі Поля (згодом — Полянка).
На 1 січня 1972 року сільська рада входила до складу Коростенського району Житомирської області, на обліку в раді перебували села Винарівка, Граби, Мелені та Полянка.
Виключена з облікових даних 17 липня 2020 року. Територію та населені пункти ради, відповідно до розпорядження Кабінету Міністрів України № 711-р від 12 червня 2020 року «Про визначення адміністративних центрів та затвердження територій територіальних громад Житомирської області», включено до складу Іршанської селищної територіальної громади Коростенського району Житомирської області.
Входила до складу Чоповицького (04.1923 р., 23.02.1927 р., 17.02.1935 р.), Малинського (10.09.1924 р., 5.02.1931 р.) та Коростенського (28.11.1957 р.) районів.